# 민주사회진보연합
민주사회진보연합(프랑스어: Union pour la Démocratie et le Progrès Social) 콩고 민주 공화국의 집권당으로 펠릭스 치세케디의 우당이다.

## 역사
민주사회진보연합은 1982년에 불법 정당으로 설립되었으나, 1997년 자이르의 붕괴와 모부투 세세 세코의 몰락으로 합법화되었다. 민주사회진보연합은 조제프 카빌라의 근거 없는 장기집권의 반대파였다.
이 정당은 2018년 콩고 민주 공화국 대통령 선거에서 승리해 집권당이 되었으나, 세습정치인 의혹을 받았다. 